# 安博伊 (堪薩斯州)
安博伊（英語：Amboy）是位於美國堪薩斯州魯克斯縣的一個鬼鎮。

## 歷史
安博伊的郵政局於1882年設立，直到1894年結束營運。現時安博伊已沒有任何遺址。

## 地理
安博伊所處的海拔為高於海平面686米（即2251英呎），而該地所採用的時區為UTC-6，即北美中部時區（CST）。同時該地設有夏令時間，為UTC-6調快一小時，即UTC-5（CDT）。